# Golinda, Texas
Golinda là một thành phố chủ yếu nằm ở quận Falls, với một phần nhỏ của thị trấn trong quận McLennan ở bang Texas của Hoa Kỳ. Dân số là 423 người theo cuộc điều tra dân số 2000, và 559 người trong năm 2010.
Phần Golinda ở quận Falls là một phần của Khu vực thống kê đô thị Waco.
Theo Cục Điều tra Dân số Hoa Kỳ, thành phố có tổng diện tích là 4,2 dặm vuông (10,7 km ²), tất cả là diện tích mặt đất.

## Nhân khẩu học
Tính đến cuộc điều tra dân số năm 2000, thành phố đã có 423 người, 171 hộ gia đình, và 128 gia đình cư trú trong thành phố. Mật độ dân số là 101,8 người cho mỗi dặm vuông (39.4/km ²). Có 185 đơn vị nhà ở mật độ trung bình 44,5 cho mỗi dặm vuông (17.2/km ²). Cơ cấu chủng tộc của cư dân thành phố là 76,36% trắng, 19,15% người Mỹ gốc Phi, châu Á 0,24%, 4,26% so với các chủng tộc khác. Tây Ban Nha hoặc La tinh bất cứ chủng tộc nào là 8,27% dân số.
Có 171 hộ gia đình trong đó 24,6% có trẻ em dưới độ tuổi 18 sống với họ, 62,0% đã kết hôn cặp vợ chồng sống với nhau, 8,8% có chủ hộ phụ nữ không có hiện tại chồng, và 24,6% người không gia đình. 24,0% của tất cả các hộ gia đình đã được thực hiện của các cá nhân và 12,9% có ai đó sống một mình từ 65 tuổi trở lên. Quy mô hộ gia đình trung bình là 2,47 và kích cỡ gia đình trung bình là 2,89.
Trong thành phố, cơ cấu độ tuổi dân cư với 20,1% dưới 18 tuổi, 7,1% 18-24, 26,2% 25-44, 27,2% 45-64, và 19,4% từ 65 tuổi trở lên. Độ tuổi trung bình là 42 năm. Đối với mỗi 100 nữ có 92,3 nam giới. Đối với mỗi phụ nữ tuổi 100 18 trở lên, có 89,9 nam giới.
Thu nhập trung bình của một hộ gia đình trong thành phố là 32.955 USD, và thu nhập trung bình cho một gia đình là 38.472 USD. Nam giới có thu nhập trung bình là 21.979 USD so với 22.159 đối với nữ. Thu nhập bình quân đầu người thành phố là 14.136 $. Khoảng 8,8% của các gia đình và 7,9% dân số dưới mức nghèo khổ, trong đó có 10,6% của những người dưới 18 tuổi và 13,8% của những người 65 tuổi hoặc hơn.